# 453

## Úmrtí
- počátek roku – hunský král Attila (* okolo roku 406)
- červenec – Aelia Pulcheria, dcera východořímského císaře Arcadia a jeho ženy Aelie Eudoxie (* 19. ledna 399)

## Hlavy států
- Papež – Lev I. Veliký (440–461)
- Východořímská říše – Marcianus (450–457)
- Západořímská říše – Valentinianus III. (425–455)
- Franská říše – Merovech (448–457)
- Perská říše – Jazdkart II. (439–457)
- Ostrogóti – Valamir (447–465/470)
- Vizigóti – Thorismund (451–453) » Theodorich II. (453–466)
- Vandalové – Geiserich (428–477)
- Hunové – Attila (435–453)